# フェリーとね
フェリーとねは、東九フェリーが運航していたフェリー。後に新日本海フェリーのフェリーしらゆり、大阪国際フェリーの檀皇としても就航した。

## 概要
関光汽船が設立した東九フェリーの航路開設にあたり、僚船のフェリーてんりゅうとともに幸陽船渠で建造され、1973年12月に東京～小倉（日明）航路へ就航した。
1975年10月、すずらん丸と交換で、フェリーてんりゅうとともに新日本海フェリーに売船され、フェリーしらゆりとなる。1980年2月からは新潟～小樽航路へ転配された。1987年4月、ニューしらゆりの就航により引退、係船される。
その後韓国の国際フェリーが購入、檀皇と改名して、1989年4月より大阪～釜山航路に就航し、1990年7月20日に日本側の発着地を神戸港に変更した。その後1993年2月に航路が運休となり、1997年にフィリピンに売却された。

## 船内
フェリーとね時代
- 特別室（計4名）
- 一等室（計48名）
- 特二等室（計56名）
- 二等室（計390名）
- 運転手室（計98名）

壇皇時代
Cデッキ
- インフォメーション
- レストラン
- マルチホール
- 免税店
- 2等室カーペット（5名1室・9名1室・10名2室・11名1室・20名2室・8名2室）
- 2等室ベッド（54名1室・44名1室）

Bデッキ
- サロン
- 貴賓室（洋室 2名×2室）
- 特等室（洋室 2名×4室）
- 1等室（和室 4名14室）
- 特2等室（洋室 14名4室）
- 2等室カーペット（8名2室・11名5室・13名2室・15名4室・16名2室）
- 2等室ベッド（54名1室・44名1室）